# Liste der denkmalgeschützten Objekte in Innsbruck-Hötting
Die Liste der denkmalgeschützten Objekte in Innsbruck-Hötting enthält die 86 denkmalgeschützten, unbeweglichen Objekte der Innsbrucker Katastralgemeinde Hötting.

## Denkmäler
| Foto  |                 | Denkmal | Standort                                                | Beschreibung | Metadaten |
| ----- | --------------- | --- | ------------------------------------------------------- | --- | --- |
| ja    | Datei hochladen | Ehem. Internat der Ursulinen, Studentenheim der Akademikerhilfe HERIS-ID: 113671 Objekt-ID: 132033seit 2020                              | Am Gießen 20 Standort KG: Hötting                       | Das heute als Studierendenheim genutzte ehemalige Internat der Ursulinen ist Teil eines Baukomplexes mit Schule und Kloster, der 1971–1974 nach Plänen von Josef Lackner erbaut wurde. Anmerkung: Bis 2019 unter der Objekt-ID 64119 geschützt. | BDA-Hist.: Q105647175 Status: § 2a Stand der BDA-Liste: 2025-06-30 Name: Ehem. Internat der Ursulinen, Studentenheim der Akademikerhilfe GstNr.: 1678/255 Studierendenheim Am Gießen                                          |
| ja    | Datei hochladen | Bürgerhaus beim Glockengießer HERIS-ID: 39535 Objekt-ID: 39301 TKK: 115867                                                               | Bachgasse 14 Standort KG: Hötting                       | Das urkundlich 1520 erstmals erwähnte Gebäude wurde Ende des 18. Jahrhunderts umgebaut und beherbergte bis 1853 eine Glockengießerei. Das Haus ist in den Hang gebaut und weist dementsprechend im vorderen Teil drei, im hinteren nur ein Geschoß auf. Die Fassade ist mit einem Mariahilfmedaillon aus der Zeit um 1800 und Dekorationsmalerei mit Glocken, Volutengirlanden und Fruchtbündeln verziert. | BDA-Hist.: Q37989901 Status: Bescheid Stand der BDA-Liste: 2025-06-30 Name: Bürgerhaus beim Glockengießer GstNr.: .145 Glockengießerhaus, Hötting                                                                             |
| ja    | Datei hochladen | Kindergarten, Mosaik an der Westfassade HERIS-ID: 88026 Objekt-ID: 102538 TKK: 115868                                                    | Bachlechnerstraße 26 Standort KG: Hötting               | Das Mosaik an der Westfassade des Kindergartens Bachlechnerstraße wurde inschriftlich 1973 von Inge Höck geschaffen. | BDA-Hist.: Q37723423 Status: § 2a Stand der BDA-Liste: 2025-06-30 Name: Kindergarten, Mosaik an der Westfassade GstNr.: 1697 Kindergarten Bachlechnerstraße - Mosaik                                                          |
| ja    | Datei hochladen | Straßenbrücke, Universitätsbrücke HERIS-ID: 110585 Objekt-ID: 128292                                                                     | bei Blasius-Hueber-Straße 14 Standort KG: Hötting       | Die 1930/31 errichtete Universitätsbrücke verbindet die Katastralgemeinde Innsbruck mit der Katastralgemeinde Hötting auf der linken Seite des Inns. Die architektonische Gestaltung stammt von Franz Baumann. | BDA-Hist.: Q106776730 Status: § 2a Stand der BDA-Liste: 2025-06-30 Name: Straßenbrücke, Universitätsbrücke GstNr.: 3800, 3762 Universitätsbrücke Innsbruck                                                                    |
| ja    | Datei hochladen | Verwalterhaus des Botanischen Instituts HERIS-ID: 55444 Objekt-ID: 64104 TKK: 35164                                                      | Botanikerstraße 10 Standort KG: Hötting                 | Das zweigeschoßige Verwalterhaus liegt in der Südostecke des Botanischen Gartens. Es wurde 1909/10 nach Plänen von Josef Retter als neubarocke Villa im Stil eines spätbarocken Gartenpavillons mit Mansarddach errichtet. | BDA-Hist.: Q38065651 Status: Bescheid Stand der BDA-Liste: 2025-06-30 Name: Verwalterhaus des Botanischen Instituts GstNr.: 1380/2                                                                                            |
| ja    | Datei hochladen | Gasthaus Tengler HERIS-ID: 39536 Objekt-ID: 39302 TKK: 115901                                                                            | Dorfgasse 6 Standort KG: Hötting                        | Das freistehende, zweigeschoßige Haus stammt im Kern aus dem 16. Jahrhundert. An der Süd- und Westfront befinden sich polygonale Eckerker, in der Mittelachse der Westfront ein Rundbogenportal. Die Fassadenmalerei wurde 1942 von Johannes Obleitner geschaffen. | BDA-Hist.: Q37989911 Status: Bescheid Stand der BDA-Liste: 2025-06-30 Name: Gasthaus Tengler GstNr.: .156 |
| ja    | Datei hochladen | Nepomuk-Bildstock HERIS-ID: 58117 Objekt-ID: 68576 TKK:                                                                                  | bei Dorfgasse 6 Standort KG: Hötting                    | Die Statue des hl. Johannes Nepomuk auf einem geschwungenen Nagelfluhsockel stammt aus dem 18. Jahrhundert und wird Ingenuin Lechleitner zugeschrieben. | BDA-Hist.: Q38080557 Status: Bescheid Stand der BDA-Liste: 2025-06-30 Name: Nepomuk-Bildstock GstNr.: 506 |
| ja    | Datei hochladen | Wegkapelle HERIS-ID: 83718 Objekt-ID: 97760 TKK: 83575                                                                                   | bei Dorfgasse 50 Standort KG: Hötting                   | Der kleine Rechteckbau mit Satteldach und Rundbogenöffnung stammt aus dem 18. Jahrhundert. Innen hat die Wegkapelle ein Kreuzgewölbe und ein Gemälde vom Sturz Christi bei der Kreuztragung. | BDA-Hist.: Q38181185 Status: § 2a Stand der BDA-Liste: 2025-06-30 Name: Wegkapelle GstNr.: .202 |
| ja    | Datei hochladen | Widum Mariahilf einschließlich Einfriedungsmauer an der Höttinger Au HERIS-ID: 55451 Objekt-ID: 64113 TKK: 115902                        | Dr.-Sigismund-Epp-Weg 1 Standort KG: Hötting            | Der Widum wurde im 19. Jahrhundert in spätbarocker Form erbaut. Das dreigeschoßige Gebäude weist einen dreiachsigen Mittelrisalit mit Mansardengeschoß auf und ist mit einem Krüppelwalmdach gedeckt. | BDA-Hist.: Q38065695 Status: § 2a Stand der BDA-Liste: 2025-06-30 Name: Widum Mariahilf einschließlich Einfriedungsmauer an der Höttinger Au GstNr.: .306, 1545, 1546                                                         |
| ja    | Datei hochladen | Volksschule Mariahilf HERIS-ID: 55452 Objekt-ID: 64114 TKK: 115903                                                                       | Dr.-Sigismund-Epp-Weg 3 Standort KG: Hötting            | Die Volksschule Mariahilf wurde 1901/02 an der Stelle des alten Friedhofs errichtet. In der Mittelachse des langgestreckten, dreigeschoßigen Baus befindet sich das in romanisierenden Formen gehaltenen Portal, darüber ein über die beiden Obergeschoße reichendes Spitzbogenfenster. Die Fassade wird von einem Treppengiebel mit offener Rundbogennische und Uhr abgeschlossen. | BDA-Hist.: Q38065705 Status: § 2a Stand der BDA-Liste: 2025-06-30 Name: Volksschule Mariahilf GstNr.: .570 Volksschule Mariahilf, Innsbruck                                                                                   |
| ja    | Datei hochladen | Mesnerhaus Mariahilf HERIS-ID: 83216 Objekt-ID: 97086 TKK: 115904                                                                        | Dr.-Sigismund-Epp-Weg 4 Standort KG: Hötting            | Das Mesnerhaus neben der Mariahilfkirche ist ein schlichter Bau aus dem 18. Jahrhundert mit Mittelrisalit und Rundfenster im Giebel. Rechts von der Mittelachse befindet sich ein Fresko mit dem Gnadenbild Mariahilf. | BDA-Hist.: Q38180151 Status: § 2a Stand der BDA-Liste: 2025-06-30 Name: Mesnerhaus Mariahilf GstNr.: .310 Mesnerhaus Mariahilf, Innsbruck                                                                                     |
| ja    | Datei hochladen | Sgraffito „Fons pietatis“ HERIS-ID: 110491 Objekt-ID: 128196 TKK:                                                                        | Frau-Hitt-Straße 14 Standort KG: Hötting                | | BDA-Hist.: Q37819081 Status: § 2a Stand der BDA-Liste: 2025-06-30 Name: Sgraffito „Fons pietatis“ GstNr.: 1386/6 |
| ja    | Datei hochladen | Hauptschule Hötting HERIS-ID: 84011 Objekt-ID: 98072 TKK: 115932                                                                         | Fürstenweg 13 Standort KG: Hötting                      | Die Hauptschule (heute: Neue Mittelschule) wurde 1929–1931 nach Plänen von Franz Baumann und Theodor Prachensky in sachlichen, kubisch akzentuierten Formen errichtet. Das Blumenfresko im Untergeschoß wurde 1952 von Hilde Nöbl geschaffen. | BDA-Hist.: Q38181928 Status: § 2a Stand der BDA-Liste: 2025-06-30 Name: Hauptschule Hötting GstNr.: 1570/7 |
| ja    | Datei hochladen | Mittenwaldbahn – Aufnahmsgebäude Hötting HERIS-ID: 81841 Objekt-ID: 95635 TKK: 115935                                                    | Fürstenweg 85 Standort KG: Hötting                      | Das Aufnahmsgebäude der Mittenwaldbahn wurde um 1910 errichtet, im Zweiten Weltkrieg beschädigt und 1951 in vereinfachter Form wieder aufgebaut. Das ursprüngliche Gebäude war am Heimatstil orientiert und entsprach dem Regeltyp für kleinere Stationen der k. k. Staatsbahnen um 1900. | BDA-Hist.: Q111829663 Status: Bescheid Stand der BDA-Liste: 2025-06-30 Name: Mittenwaldbahn – Aufnahmsgebäude Hötting GstNr.: .708 Aufnahmsgebäude Bahnhof Innsbruck Hötting                                                  |
| ja    | Datei hochladen | Schule der Ursulinen HERIS-ID: 113670 Objekt-ID: 132032 TKK: 134102seit 2020                                                             | Fürstenweg 86 Standort KG: Hötting                      | Die Ursulinenschule wurde 1971–1980 nach Plänen von Josef Lackner erbaut und gilt als einer der besten Bauten des 20. Jahrhunderts in Tirol. Ebenerdig im Zentrum befindet sich ein großzügiger Sport-, Freizeit- und Foyerbereich mit der abgesenkten Doppelturnhalle. Darüber befinden sich zwischen raumhohen Fachwerkträgern die Klassenräume, die durch quer zu den Trägern verlaufende Oberlichtbänder seitlich belichtet werden. Anmerkung: Bis 2019 unter der Objekt-ID 64119 geschützt. | BDA-Hist.: Q17315597 Status: § 2a Stand der BDA-Liste: 2025-06-30 Name: Schule der Ursulinen GstNr.: 1678/13 Ursulinenschule Innsbruck                                                                                        |
| ja    | Datei hochladen | Kath. Pfarrkirche Heiligjahr mit Glockenturm (Guter Hirte) HERIS-ID: 84010 Objekt-ID: 98071 TKK: 115931                                  | Fürstenweg 114 Standort KG: Hötting                     | Die Entwicklung neuer Wohnsiedlungen in der Höttinger Au auch westlich des Bahndammes begann 1950 mit der Heilig-Jahr-Siedlung und brachte auch die Notwendigkeit einer neuen Pfarre mit sich. Einer provisorischen Baracken-Notkirche zum Guten Hirten (1952) folgte 1956/59 nach Plänen von Karl Haas der Bau des bestehenden neuen Pfarrzentrums. Der 28 m hohe Kirchturm musste infolge geänderter Flugsicherheitsvorschriften bereits im Rohbau zu einem 13 m hohen Glockenträger reduziert werden. | BDA-Hist.: Q38181917 Status: § 2a Stand der BDA-Liste: 2025-06-30 Name: Kath. Pfarrkirche Heiligjahr mit Glockenturm (Guter Hirte) GstNr.: 1678/229 Pfarrkirche Guter Hirte, Innsbruck                                        |
| ja    | Datei hochladen | Bauernhaus Faltenhof HERIS-ID: 39537 Objekt-ID: 39303 TKK: 115933                                                                        | Fürstenweg 166 Standort KG: Hötting                     | Das zweigeschoßige, von einem Walmdach gedeckte Mittelflurhaus aus der Zeit um 1800 hat trotz späterer Umbauten seinen ursprünglichen Charakter gut bewahrt. Der Wohnteil im Süden weist ein barockes, rundbogiges Nagelfluhportal auf, darüber befindet sich der Erker der Hauskapelle. Der östliche Wirtschaftsteil wird durch ein großes Tor erschlossen. | BDA-Hist.: Q37989921 Status: Bescheid Stand der BDA-Liste: 2025-06-30 Name: Bauernhaus Faltenhof GstNr.: .394 |
| ja    | Datei hochladen | Pulverturmareal (Pulverturm, Verwaltungsgebäude, Einfriedungsmauer mit Portal), Universität HERIS-ID: 39561 Objekt-ID: 39330 TKK: 115934 | Fürstenweg 189, 189a, b, c Standort KG: Hötting         | Erzherzog Ferdinand II. ließ 1570/71 von Giovanni Lucchese einen eingefriedeten Tiergarten mit einem Lusthaus errichten. Von dem Schlösschen mit fünf Türmen ist nur noch ein Renaissanceportal erhalten. Der heutige Bau wurde 1786 errichtet. Der Name Pulverturm bezieht sich vermutlich auf die Lagerung von Schießpulver in Nebengebäuden. Das zweigeschoßige Gebäude, das einem Kornspeicher des ausgehenden 16. Jahrhunderts nachempfunden wurde, ist mit einem weit heruntergezogenen Satteldach mit Gaupen gedeckt. Die Außenfassaden sind mit perspektivischer Scheinarchitektur bemalt. Der ehemalige Festsaal ist mit Seccomalerei geschmückt, die dem Tiergarten entsprechend eine idyllische Landschaftskulisse mit Bäumen und Tieren darstellt. Das Gebäude wird heute vom Institut für Sportwissenschaften der Universität genutzt.                                                          | BDA-Hist.: Q37990055 Status: Bescheid Stand der BDA-Liste: 2025-06-30 Name: Pulverturmareal (Pulverturm, Verwaltungsgebäude, Einfriedungsmauer mit Portal), Universität GstNr.: 2017 Pulverturm (Innsbruck)                   |
| ja    | Datei hochladen | Kath. Pfarr- und Wallfahrtskirche hl. Theresia vom Kinde Jesu und Widum Hungerburg HERIS-ID: 83720 Objekt-ID: 97762 TKK: 115944          | Gramartstraße 4 Standort KG: Hötting                    | Die Theresienkirche auf der Hungerburg wurde 1931/1932 nach Plänen von Siegfried Thurner erbaut. Der schlichte Bau im Typus einer romanischen Saalkirche weist außen massige Proportionen und große geschlossene Wandflächen, im Inneren eine Flachdecke und eine hohe Triumphbogenwand vor der eingezogenen, halbrund geschlossenen Apsis auf. Die Fresken im Innenraum wurden von Ernst Nepo (1935) und Max Weiler (1946/47) geschaffen. | BDA-Hist.: Q1377184 Status: § 2a Stand der BDA-Liste: 2025-06-30 Name: Kath. Pfarr- und Wallfahrtskirche hl. Theresia vom Kinde Jesu und Widum Hungerburg GstNr.: .937, .938 Theresienkirche Innsbruck                        |
| ja    | Datei hochladen | Hofbrunnen-Leitungshäuschen (Hochbehälter Gramart) HERIS-ID: 26514 Objekt-ID: 22993 TKK: 11521                                           | bei Gramartstraße 100 Standort KG: Hötting              | 1485 wurde die erste Quellwasserleitung von Hötting nach Innsbruck verlegt. 1517/1518 wurde dafür die gemauerte Brunnenstube am Gramartboden errichtet. Bei der Renovierung 2016 wurden an der Stirnseite die gefundenen Überreste der bis ins späte 19. Jahrhundert verwendeten hölzernen Wasserleitung angebracht. | BDA-Hist.: Q37902174 Status: Bescheid Stand der BDA-Liste: 2025-06-30 Name: Hofbrunnen-Leitungshäuschen (Hochbehälter Gramart) GstNr.: .448/1                                                                                 |
| ja    | Datei hochladen | Immaculata-Bildstock HERIS-ID: 109589 Objekt-ID: 127221 TKK: 115943                                                                      | südlich Gramartstraße 183 Standort KG: Hötting          | Der gemauerte Nischenbildstock am Weg zum Höttinger Bild mit steilem, schindelgedecktem Satteldach stammt vom Ende des 19. Jahrhunderts. In der rundbogig geschlossenen, teils vergitterten Nische befindet sich eine Skulptur der Maria Immaculata. | BDA-Hist.: Q37815293 Status: § 2a Stand der BDA-Liste: 2025-06-30 Name: Immaculata-Bildstock GstNr.: 3198/1 |
| ja    | Datei hochladen | Harterhof-Kapelle HERIS-ID: 39540 Objekt-ID: 39306 TKK: 115958                                                                           | bei Harterhofweg 89 Standort KG: Hötting                | Die Hofkapelle Harterhof ist ein quadratischer Bau mit halbrundem Chor auf der Südseite. Sie wurde um 1800 erbaut. Der quadratische Dachreiter hat gekoppelte halbrunde Schallöffnungen und ein auf Dreiecksgiebeln aufsitzendes, achteckiges Pyramidendach. Einfacher Sakristeianbau im Osten mit Satteldach und Halbrundfenstern. Der Eingang erfolgt an der Giebelfassade über eine von kleinen Rundbogenfenstern flankierte, rundbogige Tür. An den Seitenfassaden befinden sich je zwei Halbrundfenster mit Glasmalereien. Der Betraum wird von einer Flachkuppel, der durch einen gedrückten Fronbogen abgesetzte Chor von einer Halbkuppel überwölbt. Im Chor um 1900 geschaffene neubarocke Malereien. | BDA-Hist.: Q37989931 Status: Bescheid Stand der BDA-Liste: 2025-06-30 Name: Harterhof-Kapelle GstNr.: .430 |
| ja    | Datei hochladen | Pestfriedhof HERIS-ID: 84660 Objekt-ID: 98800 TKK: 116006                                                                                | gegenüber Höhenstraße 2a Standort KG: Hötting           | Der Pestfriedhof ist seit 1625 nachweisbar, 1833 wurde eine übergiebelte Kapellennische errichtet. Durch den Bau der Friedhofskapelle 1912 (Plan nach Leopold Heiss) wurde die Anlage entscheidend verändert. Gleichzeitig wurden Schmiedeeisenkreuze zur Erinnerung an die Verstorbenen der Pestzeit errichtet. Das unregelmäßige Grundstück ist von einer schindelgedeckten Mauer eingefasst, in deren Nordseite Gemälde von Toni Kirchmayr aus dem Jahr 1925 und Josef Prantl aus den Jahren 1951 bis 1958 eingelassen sind. | BDA-Hist.: Q38183541 Status: § 2a Stand der BDA-Liste: 2025-06-30 Name: Pestfriedhof GstNr.: 231 Pestfriedhof Hötting |
| ja    | Datei hochladen | Ölbergkapelle HERIS-ID: 84668 Objekt-ID: 98809 TKK: 116003                                                                               | bei Höhenstraße 56 Standort KG: Hötting                 | Die kleine, bildstockartige Kapelle wird ins 19. Jahrhundert datiert. Sie hat eine tiefe Rundbogennische mit einer Skulptur Christus auf dem Ölberg, davor ein neues schmiedeeisernes Gitter. | BDA-Hist.: Q38183577 Status: § 2a Stand der BDA-Liste: 2025-06-30 Name: Ölbergkapelle GstNr.: 3205/13 |
| ja    | Datei hochladen | Hotel Mariabrunn HERIS-ID: 39541 Objekt-ID: 39307 TKK: 116004                                                                            | Höhenstraße 120 Standort KG: Hötting                    | Das heute als Wohnhaus genutzte ehemalige Hotel Mariabrunn wurde 1931/32 nach Plänen von Siegfried Mazagg im Stil der Neuen Sachlichkeit anstelle eines durch Brand zerstörten Hotelbaus von 1904–1906 errichtet. Das markant an der Terrassenkante der Hungerburg gelegene Gebäude besteht aus einem schmalen fünfgeschoßigen, flach gedeckten Turmelement, um das asymmetrisch ineinander geschobene drei- bis viergeschoßige Baukuben angelegt sind. Im Inneren hat sich der hohe Speisesaal mit großen Fensteröffnungen auf der Talseite erhalten. | BDA-Hist.: Q37989942 Status: Bescheid Stand der BDA-Liste: 2025-06-30 Name: Hotel Mariabrunn GstNr.: .93 Hotel Mariabrunn |
| ja    | Datei hochladen | Kath. Pfarrkirche Mariahilf mit Freitreppe, Einfriedung und Kruzifix an der Ostwand HERIS-ID: 59628 Objekt-ID: 71067 TKK: 37871          | Höttinger Au Standort KG: Hötting                       | Die Mariahilfkirche wurde 1647 bis 1649 in Erfüllung eines Gelöbnisses der Tiroler Landstände im Dreißigjährigen Krieg nach Plänen von Christoph Gumpp dem Jüngeren erbaut. Der Zentralkuppelbau mit diagonal angeordneten halbrunden Kapellenanbauten folgt dem Vorbild lombardischer Marienheiligtümer. Die Gewölbefresken wurden 1689 von Kaspar Waldmann geschaffen. Am Hochaltar befindet sich eine Kopie des Gnadenbildes Mariahilf. | BDA-Hist.: Q1896578 Status: § 2a Stand der BDA-Liste: 2025-06-30 Name: Kath. Pfarrkirche Mariahilf mit Freitreppe, Einfriedung und Kruzifix an der Ostwand GstNr.: .309 Mariahilfkirche Innsbruck                             |
| ja    | Datei hochladen | Kunstkammer Mariahilf HERIS-ID: 39543 Objekt-ID: 39309 TKK: 37870                                                                        | Höttinger Au 4 Standort KG: Hötting                     | Das ehemalige Epp'sche Benefiziatenhaus neben der Mariahilfkirche ist seit 1680 urkundlich belegt, stammt im Kern aber aus dem 16. Jahrhundert. Die heutige äußere Form und den Fassadenschmuck erhielt das Gebäude bei einem Umbau um 1700. In der Mittelachse der Südfassade befindet sich ein ovales Medaillon mit einem Mariahilf-Fresko. 2004 wurde in dem Gebäude die Kunstkammer Mariahilf eröffnet, in der Dokumente und Pläne zu Bau und Ausstattung der Mariahilfkirche, Kunstwerke, liturgische Gegenstände und Messkleider gezeigt werden. | BDA-Hist.: Q37989960 Status: Bescheid Stand der BDA-Liste: 2025-06-30 Name: Kunstkammer Mariahilf GstNr.: 1549 Kunstkammer Mariahilf                                                                                          |
| ja    | Datei hochladen | Miethaus HERIS-ID: 83218 Objekt-ID: 97088 TKK: 116010                                                                                    | Höttinger Au 6 Standort KG: Hötting                     | Die ansitzartige Zinsvilla wurde 1910–1912 errichtet. Der viergeschoßige Mauerbau mit Walmdach weist Elemente des Heimatstils und des Jugendstils auf. Das Erdgeschoß ist genutet, die Geschoße werden durch Gesimse getrennt. | BDA-Hist.: Q38180178 Status: § 2a Stand der BDA-Liste: 2025-06-30 Name: Miethaus GstNr.: .318 |
| ja    | Datei hochladen | Kindergarten, sog. Spielmannschlössl einschließlich Einfriedungsmauer an der Höttinger Au HERIS-ID: 83217 Objekt-ID: 97087 TKK: 116011   | Höttinger Au 8 Standort KG: Hötting                     | Die ansitzartige Zinsvilla mit Elementen des Heimatstils und des Jugendstils wurde um 1900 errichtet. Der zweigeschoßige würfelförmige Bau mit Walmdach weist an den vorderen Ecken eingeschoßige Erker mit geschwungenen Dächern auf. Im Treppenhaus hat sich die Originalausstattung mit blauer Verkachelung und Bodenfliesen sowie die künstlerische Ausgestaltung mit Glasmalereifenstern und figürlichen Holzreliefs von Johannes Obleitner aus den Jahren 1925–1927 erhalten. | BDA-Hist.: Q38180162 Status: § 2a Stand der BDA-Liste: 2025-06-30 Name: Kindergarten, sog. Spielmannschlössl einschließlich Einfriedungsmauer an der Höttinger Au GstNr.: 1543                                                |
| ja    | Datei hochladen | Wallfahrtskapelle Höttinger Bild HERIS-ID: 99107 Objekt-ID: 115150 TKK: 116013                                                           | Höttinger Bild Standort KG: Hötting                     | Die Wallfahrtskapelle Höttinger Bild wurde 1774 anstelle einer älteren Kapelle erbaut. Der zweijochige Mauerbau hat ein Kreuzgewölbe, darüber ein Satteldach mit Glockenturm. Das rundbogige Portal ist von einem Brekzierahmen umgeben. Der Chor ist erhöht und mit Rokokostuck und einem Fresko von Franz Altmutter aus dem Jahre 1794 mit der Darstellung der Gründungslegende mit dem Gnadenbild und Pilgern versehen. | BDA-Hist.: Q20652320 Status: § 2a Stand der BDA-Liste: 2025-06-30 Name: Wallfahrtskapelle Höttinger Bild GstNr.: .444 Höttinger Bild                                                                                          |
| ja    | Datei hochladen | Kreuzigungsgruppe HERIS-ID: 99128 Objekt-ID: 115171 TKK: 116012                                                                          | Höttinger Bild Standort KG: Hötting                     | Neben der Wallfahrtskapelle Höttinger Bild befindet sich eine 1954 in einem Bretterkasten aufgestellte Kreuzigungsgruppe mit Maria und Johannes aus dem 18. Jahrhundert. | BDA-Hist.: Q37773604 Status: § 2a Stand der BDA-Liste: 2025-06-30 Name: Kreuzigungsgruppe GstNr.: 3099 Höttinger Bild - crucifixion group                                                                                     |
| ja    | Datei hochladen | Bürgerhaus HERIS-ID: 39544 Objekt-ID: 39310 TKK: 116018                                                                                  | Höttinger Gasse 32 Standort KG: Hötting                 | Das 1687 als Wohnung der Seelsorger von Hötting erwähnte Gebäude geht im Kern auf das 16. oder 17. Jahrhundert zurück. Das dreigeschoßige Eckhaus weist Erker und Erdbebenpfeiler aus Nagelfluh auf und ist mit einem vorspringenden Satteldach gedeckt. | BDA-Hist.: Q37989971 Status: Bescheid Stand der BDA-Liste: 2025-06-30 Name: Bürgerhaus GstNr.: .1411 |
| ja    | Datei hochladen | Stamserwirt mit Ausnahme des Stöcklgebäudes HERIS-ID: 39545 Objekt-ID: 39311 TKK: 83606                                                  | Höttinger Gasse 45 Standort KG: Hötting                 | Das im Kern aus dem 16. Jahrhundert stammende Gebäude gehörte einst dem Stift Stams. Das zweigeschoßige Eckhaus weist ein Spitzbogenportal, Erker und Erdbebenpfeiler aus Nagelfluh auf und ist mit einem vorspringenden Satteldach gedeckt. Der Erdgeschoßflur weist ein Tonnengewölbe mit Stichkappen auf. | BDA-Hist.: Q37989981 Status: Bescheid Stand der BDA-Liste: 2025-06-30 Name: Stamserwirt mit Ausnahme des Stöcklgebäudes GstNr.: 553 Stamserwirt, Innsbruck                                                                    |
| ja    | Datei hochladen | Landesfriedhof Mariahilf mit Friedhofskapelle HERIS-ID: 85783 Objekt-ID: 100006 TKK: 83557                                               | Kaspar-Weyrer-Straße 2 Standort KG: Hötting             | Nach Auflassung des alten Friedhofs wurde der neue Friedhof 1882/83 nordwestlich oberhalb der Mariahilfkirche errichtet. Die symmetrische Anlage im Stil der Neorenaissance steigt nach Norden an und wird von einer Mauer, im Norden von der Friedhofskapelle und Arkaden begrenzt. | BDA-Hist.: Q37712571 Status: § 2a Stand der BDA-Liste: 2025-06-30 Name: Landesfriedhof Mariahilf mit Friedhofskapelle GstNr.: .500, 1385 Tiroler Landesfriedhof Mariahilf                                                     |
| ja    | Datei hochladen | Bürgerhaus, Badhaus HERIS-ID: 39547 Objekt-ID: 39313 TKK: 116088                                                                         | Kirschentalgasse 19 Standort KG: Hötting                | Das Badhaus im Kirschental wurde 1384 erstmals erwähnt und bis 1893 als solches genutzt. Der heutige Bau geht im Kern auf das 16./17. Jahrhundert zurück. Die Fassade des dreigeschoßigen Giebelhauses ist bis auf mehrere Erker schmucklos. Im Inneren findet sich ein tonnengewölbter Flur mit alternierenden Stichkappen. | BDA-Hist.: Q37989991 Status: Bescheid Stand der BDA-Liste: 2025-06-30 Name: Bürgerhaus, Badhaus GstNr.: .298/1 |
| ja BW | Datei hochladen | Gartenhaus des Ansitzes Lichtenthurn/Schneeburg HERIS-ID: 39548 Objekt-ID: 39314 TKK: 127406seit 2020                                    | Kirschentalgasse 31 Standort KG: Hötting                | Das ehemalige Gartenhaus des Ansitzes Lichtenthurn stammt aus der Zeit der Spätgotik. Der Ansitz Lichtenthurn wurde 1588 zum Adelssitz erhoben. Der räumliche Zusammenhang zum ehemals in Verbindung stehenden Ansitz ist aufgrund jüngerer Verbauung heute nicht mehr gegeben. Der turmartige Bau über leicht rechteckigem Grundriss hat ein steiles Walmdach und eine leichte, dreiseitige, an gotische Fachwerksbauten erinnernde Vorkragung des Obergeschoßes. Der Unterbau (Keller- und Erdgeschoß) ist gemauert, das an drei Seiten über einer Hohlkehle ausladende Obergeschoß ist als verputztes Fachwerk ausgeführt. Reste einer renaissancezeitlichen Fassadenmalerei (Säulen und Eckpilaster, gemalte Portaleinfassung und Fensterrahmungen). Die Fenster im Erdgeschoß haben gekehlte oder abgeschrägte Sturzbereiche. An der Westseite eine im Ansatz leicht gewendelte Holztreppe eingestellt. | BDA-Hist.: Q105643154 Status: Bescheid Stand der BDA-Liste: 2025-06-30 Name: Gartenhaus des Ansitzes Lichtenthurn/Schneeburg GstNr.: 573/3 Gartenhaus des Ansitzes Lichtenthurn-Schneeburg                                    |
| ja    | Datei hochladen | Mittenwaldbahn – Haltestelle Kranebitten HERIS-ID: 81846 Objekt-ID: 95640 TKK: 116091                                                    | Klammstraße 129 Standort KG: Hötting                    | Die Haltestelle der Mittenwaldbahn ist wie alle original erhaltenen Gebäude am Heimatstil orientiert. | BDA-Hist.: Q111830158 Status: Bescheid Stand der BDA-Liste: 2025-06-30 Name: Mittenwaldbahn – Haltestelle Kranebitten GstNr.: 3774 Aufnahmsgebäude Kranebitten                                                                |
| ja    | Datei hochladen | Mittenwaldbahn – Brücke Klammstraße HERIS-ID: 81847 Objekt-ID: 95641 TKK: 116092                                                         | bei Klammstraße 128a Standort KG: Hötting               | Die Mittenwaldbahn ist eine elektrische Lokalbahn, die ab 1905 von Josef Riehl und Wilhelm Carl von Doderer geplant und 1910–1912 gebaut wurde. Aufgrund der vielen Tunnel und Brücken war sie gemessen an ihrer Länge eines der teuersten Bahnprojekte ihrer Zeit. | BDA-Hist.: Q38176812 Status: Bescheid Stand der BDA-Liste: 2025-06-30 Name: Mittenwaldbahn – Brücke Klammstraße GstNr.: 3774                                                                                                  |
| ja    | Datei hochladen | Möslalmkapelle HERIS-ID: 110493 Objekt-ID: 128198 TKK: 29195                                                                             | bei Klein-Christen 1 Standort KG: Hötting               | Die kleine Kapelle auf der Möslalm wird auf die Zeit um 1900 datiert. Die einjochige, gemauerte Kapelle hat ein Rundbogenportal und je ein quadratisches Fenster an den Seiten. Das Satteldach und der schmale offene Glockenturm am First sind mit Scharschindeln gedeckt. | BDA-Hist.: Q115009825 Status: § 2a Stand der BDA-Liste: 2025-06-30 Name: Möslalmkapelle GstNr.: 3599/1 |
| ja    | Datei hochladen | Kath. Filialkirche Mariae Heimsuchung in Kranebitten HERIS-ID: 59629 Objekt-ID: 71068 TKK: 116095                                        | Kranebitter Allee Standort KG: Hötting                  | Die Kirche wurde 1624 erbaut und von 1756 bis 1759 barockisiert. Das Altarbild mit der Darstellung der Heimsuchung Mariä und die Deckenfresken wurden von Johann Michael Strickner geschaffen. Anmerkung: Seit 2000 Vikariatskirche, heute vielleicht sogar nur Kapelle | BDA-Hist.: Q38087996 Status: § 2a Stand der BDA-Liste: 2025-06-30 Name: Kath. Filialkirche Mariae Heimsuchung in Kranebitten GstNr.: .437 Filialkirche Mariä Heimsuchung, Kranebitten                                         |
| ja    | Datei hochladen | Bildstock hl. Notburga HERIS-ID: 107474 Objekt-ID: 124814 TKK: 116096                                                                    | vor Kranebitter Allee 50 Standort KG: Hötting           | Seit 1654 führten sieben Bildstöcke von der Höttinger Au entlang der Kranebitter Allee zur Filialkirche Mariae Heimsuchung in Kranebitten. Von den ursprünglich sieben Bildstöcken aus Höttinger Breccie mit Rosenkranzgeheimnissen haben sich fünf erhalten, die im 20. und 21. Jahrhundert neu aufgestellt und mit neu gestalteten Bildtafeln versehen wurden. Die Säule am Vögelebichl, die als einzige unter Denkmalschutz steht, zeigt eine Darstellung der hl. Notburga von Peter Blaas aus dem Jahr 2004. | BDA-Hist.: Q105646763 Status: § 2a Stand der BDA-Liste: 2025-06-30 Name: Bildstock hl. Notburga GstNr.: 3842 |
| ja    | Datei hochladen | Zwei Hangargebäude HERIS-ID: 55456 Objekt-ID: 64121 TKK: 116097                                                                          | bei Kranebitter Allee 97 Standort KG: Hötting           | Die beiden Hangars wurden ursprünglich 1916/1917 von den k.u.k. Luftfahrtruppen in Graz-Thalerhof errichtet. 1925 wurden sie zerlegt und am Flughafen in der Innsbrucker Reichenau wieder aufgebaut und mit der Übersiedlung des Flughafens 1947/1948 in die Höttinger Au an den heutigen Standort an der Ulfiswiese verlegt. Sie werden heute für den Flugsport und die Air Ambulance verwendet. Die beiden identischen Hangars bestehen aus einer genieteten Eisen-Fachwerksrahmenkonstruktion mit Fachwerkdachbindern, die an der Oberseite im Mittelteil flacher und am Rand stärker geneigt sind. Es handelt sich um die einzigen erhaltenen Hangarbauten der Monarchie in Österreich. | BDA-Hist.: Q38065736 Status: Bescheid Stand der BDA-Liste: 2025-06-30 Name: Zwei Hangargebäude GstNr.: 2418/1 |
| ja    | Datei hochladen | Wegkapelle Kranebitten HERIS-ID: 59627 Objekt-ID: 71066 TKK: 120259                                                                      | Kranebitter Allee 200, in der Nähe Standort KG: Hötting | Die barocke Wegkapelle, auch Untere Kranebitter Feldkapelle genannt, stammt aus dem 18. Jahrhundert, 1970 wurde sie an ihren jetzigen Standort versetzt. Der offene, rechteckige Mauerbau hat einen abgerundeten Chor und ein in die Säulenvorhalle durchgehendes Tonnengewölbe sowie eine geschwungene Giebelfassade. Das Deckenfresko zeigt die Leidenswerkzeuge, Gottvater und den Hl. Geist und bildet mit der plastischen Kreuzgruppe eine Einheit. | BDA-Hist.: Q38087983 Status: § 2a Stand der BDA-Liste: 2025-06-30 Name: Wegkapelle Kranebitten GstNr.: .2010 |
| ja    | Datei hochladen | Zwei Grenzsteine HERIS-ID: 85934 Objekt-ID: 100186 TKK: 116098                                                                           | westlich Kranebitter Allee Standort KG: Hötting         | Rund 10 m nördlich der Bundesstraße an der Grenze zu Zirl unterhalb des Schotterwerkes an der alten Straßentrasse stehen zwei Grenzsteine: Ein gotischer Grenzstein aus dem Jahre 1476 zwischen den Hötting und Zirl bzw. zwischen den Landgerichten Sonnenburg und Hörtenberg. Der große, abgekantete Viereckstein mit giebelartigem Abschluss hat stark nachgezeichnete Einkerbungen: an der Ostseite „+ / K K I / XXVIII / 1850“, an der Westseite ein Kreuz. Südlich davon ein Hofwaldgrenzstein, ein kleinerer abgerundeter Stein mit Bindenschild, ostseitig beschriftet mit „1589 / 1751“. | BDA-Hist.: Q37713964 Status: § 2a Stand der BDA-Liste: 2025-06-30 Name: Zwei Grenzsteine GstNr.: 2745/1 Boundary stones Innsbruck-Zirl                                                                                        |
| ja    | Datei hochladen | Ansitz Steyrer HERIS-ID: 39549 Objekt-ID: 39315 TKK: 83602                                                                               | Oppolzerstraße 1 Standort KG: Hötting                   | Die stattliche Villa im Heimatstil wurde 1914 nach einem Entwurf von Karl Grissemann erbaut. Das dreigeschoßige Gebäude mit Walmdach erscheint durch versetzte Baukörper als Haupttrakt mit westlich angefügtem, etwas eingezogenem Zubau. Die Fassaden sind mit einem dreigeschoßigen Erker an der Südseite, einem rundbogigen Eingangsportal mit Stuckpilaster und neubarocken Stuckkartuschen mit Wappen und Inschrift an den Giebeln gestaltet. Am westlichen Gebäudeteil befindet sich eine Terrasse vor einer kreuzgewölbten Loggia mit breiten Segmentbogentüren. | BDA-Hist.: Q37990000 Status: Bescheid Stand der BDA-Liste: 2025-06-30 Name: Ansitz Steyrer GstNr.: 1413/15 Villa Steyrer, Innsbruck                                                                                           |
| ja    | Datei hochladen | Veranda des Gasthofes Planötzenhof HERIS-ID: 46429 Objekt-ID: 48444 TKK: 116162                                                          | bei Planötzenhofstraße 30 Standort KG: Hötting          | Die spätgründerzeitliche Holzveranda wurde 1906 an der südwestlichen Hausecke des Planötzenhofes vorgebaut. Der Holzbau steht auf gemauerten Stützen mit der Giebelseite zum Tal. Im saalartigen Inneren ist der originale Riemenboden erhalten. | BDA-Hist.: Q38021485 Status: Bescheid Stand der BDA-Liste: 2025-06-30 Name: Veranda des Gasthofes Planötzenhof GstNr.: 388 |
| ja    | Datei hochladen | Ursulinenkloster HERIS-ID: 113669 Objekt-ID: 132031 TKK: 115936seit 2020                                                                 | Reimmichlgasse 2 Standort KG: Hötting                   | Das Ursulinenkloster wurde 1971–1974 nach Plänen von Josef Lackner als Teil eines Komplexes mit Schule und Internat errichtet. Der freistehende dreistöckige Bau über rechteckigem Grundriss weist geschoßweise weit vorkragende Längsseiten auf. Das Innere weist eine zentrale, großzügige offene Stiegenanlage auf, die langen Flure sind durch Lichtschächte hell erleuchtet. In der Nord-Südachse liegen die großen Gemeinschaftsräume (Kapelle, Speisesaal), im ersten Obergeschoß drei Gruppenräume, im zweiten Obergeschoß Wirtschaftsraum und Bibliothek. Anmerkung: Bis 2019 unter der Objekt-ID 64119 geschützt. | BDA-Hist.: Q105647174 Status: § 2a Stand der BDA-Liste: 2025-06-30 Name: Ursulinenkloster GstNr.: 1678/254 Ursulinenkloster Innsbruck                                                                                         |
| ja    | Datei hochladen | Priesterseminar Neururerhaus mit Kapelle Guter Hirte HERIS-ID: 55446 Objekt-ID: 64106 TKK: 116187                                        | Riedgasse 9 Standort KG: Hötting                        | Der Neubau des Priesterseminars wurde in drei Bauphasen von 1951 bis 1954 nach Plänen von Emil Tranquillini und Albert Otto Linder errichtet. Das einfache, langgestreckte Gebäude ist in den ansteigenden Hang gebaut. Im Nordosten schließt eine geräumige Kapelle an, die die beiden Obergeschoße einnimmt, im Erdgeschoß darunter befindet sich der Theatersaal. Der Kapellenraum mit flacher Holzdecke besteht aus einem zweiachsigen Schiff und einem zweiachsigen Presbyterium mit einem durch acht Stufen getrennten Altarraum. Die Glasfenster wurden von Martin Häusle entworfen. Im Osten wird die Kapelle von einem gedrungenen Turm überragt. | BDA-Hist.: Q38065671 Status: § 2a Stand der BDA-Liste: 2025-06-30 Name: Priesterseminar Neururerhaus mit Kapelle Guter Hirte GstNr.: 291 Priesterseminar, Innsbruck                                                           |
| ja    | Datei hochladen | Bürgerhaus HERIS-ID: 39550 Objekt-ID: 39316 TKK: 116185                                                                                  | Riedgasse 13 Standort KG: Hötting                       | Bei dem 1614 urkundlich erwähnten, im Kern älteren Gebäude handelt es sich vermutlich um einen ehemaligen Hof des Klosters Frauenchiemsee. Das breite Giebelhaus wurde um 1900 grundlegend umgebaut. In der Mitte der Ostfront befindet sich eine zweigeschoßige kleine Hauskapelle mit dreiseitig geschlossenem Chor, die untere wurde im 19. Jahrhundert zu einem Bad umgebaut. Die Deckenmalerei in der oberen Kapelle wurde um 1770/80 von Josef Schmutzer dem Jüngeren geschaffen. | BDA-Hist.: Q37990011 Status: Bescheid Stand der BDA-Liste: 2025-06-30 Name: Bürgerhaus GstNr.: .28/4 |
| ja    | Datei hochladen | Kapelle bei der Höttinger Alm HERIS-ID: 108432 Objekt-ID: 125880 TKK: 29193                                                              | bei Roßfallweg 30 Standort KG: Hötting                  | Die Kapelle oberhalb der Höttinger Alm wurde 1965 von den Innsbrucker Schützenkompanien errichtet. Die aus Ziegeln gemauerte Kapelle weist eine sehr breite Firstseite mit einer Glasfront in einem Rundbogen auf der Talseite auf. Seitlich schließt ein Glockenturm mit Pultdach an. | BDA-Hist.: Q37812831 Status: § 2a Stand der BDA-Liste: 2025-06-30 Name: Kapelle bei der Höttinger Alm GstNr.: 3577/1 Kapelle bei der Höttinger Alm                                                                            |
| ja    | Datei hochladen | Mittenwaldbahn – Haltestelle Allerheiligenhöfe HERIS-ID: 81844 Objekt-ID: 95638 TKK: 116196                                              | bei Sankt-Georgs-Weg 21 Standort KG: Hötting            | Die Haltestelle der Mittenwaldbahn ist wie alle original erhaltenen Gebäude am Heimatstil orientiert. | BDA-Hist.: Q111830312 Status: Bescheid Stand der BDA-Liste: 2025-06-30 Name: Mittenwaldbahn – Haltestelle Allerheiligenhöfe GstNr.: 3771 Wartehäuschen Allerheiligenhöfe                                                      |
| ja    | Datei hochladen | Kath. Pfarrkirche St. Georg (Christkönig) und Pfarrzentrum Allerheiligen HERIS-ID: 55457 Objekt-ID: 64122 TKK: 83552                     | Sankt-Georgs-Weg 15 Standort KG: Hötting                | Die Kirche wurde 1963–1965 nach Plänen von Clemens Holzmeister erbaut. Die weithin sichtbare Fassade zum Tal ist mit eingliedertem Turm monumental gestaltet. Der Kirchenraum ist nach Süden ausgerichtet, die Deckenkonstruktion mit sichtbaren schalreinen Betonunterzügen ist dazwischen mit Holz vertäfelt. Altarraum und Chor sind um sechs Stufen erhöht. Das Altarmosaik wurde von Richard Kurt Fischer entworfen. | BDA-Hist.: Q11722111 Status: § 2a Stand der BDA-Liste: 2025-06-30 Name: Kath. Pfarrkirche St. Georg (Christkönig) und Pfarrzentrum Allerheiligen GstNr.: 1028 Pfarrkirche Allerheiligen, Innsbruck                            |
| ja    | Datei hochladen | Kath. Pfarrkirche hl. Petrus Canisius und Pfarramt HERIS-ID: 103296 Objekt-ID: 119772 TKK: 116198                                        | Santifallerstraße 5 Standort KG: Hötting                | Das Pfarrzentrum Petrus Canisius in der Höttinger Au wurde von 1968 bis 1972 nach Plänen von Horst Parson erbaut. Die Kirche ist ein flach gedeckter, turmloser Zentralbau über einem quadratischen Grundriss. Die Wandflächen bestehen aus einem Stahlgerüst und transparenten Feldern aus glasfaserverstärktem Kunststoff, die nach außen eine starke Geschlossenheit, im Inneren hingegen eine gleichmäßige und helle Lichtführung bewirken. | BDA-Hist.: Q20830776 Status: § 2a Stand der BDA-Liste: 2025-06-30 Name: Kath. Pfarrkirche hl. Petrus Canisius und Pfarramt GstNr.: 1575/1 Petrus Canisius Church (Innsbruck)                                                  |
| ja    | Datei hochladen | Kommunaler Wohnbau HERIS-ID: 55454 Objekt-ID: 64118 TKK: 116199                                                                          | Santifallerstraße 6, 8 Standort KG: Hötting             | Die kommunalen Wohnhäuser wurden 1931/32 zeit- und baugleich mit den Häusern Unterbergerstraße 3–5 errichtet. Die beiden vierachsigen, symmetrisch gegliederten Gebäude weisen an den Außenachsen auf Konsolen ruhende Breiterker auf. Die Sockel- und Portalzone ist mit Kunststein verkleidet. An den Eingängen haben sich die originale Rechtecktüre mit vergitterter Oberlichte erhalten. | BDA-Hist.: Q38065714 Status: § 2a Stand der BDA-Liste: 2025-06-30 Name: Kommunaler Wohnbau GstNr.: .857, 1580/4 |
| ja    | Datei hochladen | Kapelle Großer Gott mit Brunnen HERIS-ID: 87064 Objekt-ID: 101442 TKK: 116219                                                            | Schneeburggasse Standort KG: Hötting                    | Die aus der Zeit um 1700 stammende Kapelle wurde 1967 an die heutige Stelle versetzt. Sie hat eine segmentbogig geöffnete Vorhalle mit Nagelfluhsäulen. Das überlebensgroße spätbarocke Kruzifix innen wird flankiert von modernen Keramikmosaiken der hll. Ingenuin und Albuin, und einer Personifikation des Todes mit Kriegsorten in Russland. Die Mosaiken hat Max Spielmann im Jahre 1947 geschaffen. Der Steintrog des hinter der Kapelle stehenden Brunnens stammt aus dem 19. Jahrhundert, auf der Brunnensäule ein Keramikrelief Maria mit Kind. | BDA-Hist.: Q37718375 Status: § 2a Stand der BDA-Liste: 2025-06-30 Name: Kapelle Großer Gott mit Brunnen GstNr.: 1302/1 Großer Gott (Innsbruck)                                                                                |
| ja    | Datei hochladen | Bürgerhaus HERIS-ID: 39553 Objekt-ID: 39319 TKK: 116220                                                                                  | Schneeburggasse 13 Standort KG: Hötting                 | Das zweigeschoßige Eckhaus am heute unterirdisch geführten Höttinger Bach stammt im Kern aus dem 16./17. Jahrhundert. Bis 1930 befand sich darin eine der acht Höttinger Mühlen. Die Fassadenmalerei mit Heiligendarstellungen schuf Josef Prantl 1927. | BDA-Hist.: Q37990020 Status: Bescheid Stand der BDA-Liste: 2025-06-30 Name: Bürgerhaus GstNr.: .140 Schneeburggasse 13 |
| ja    | Datei hochladen | Ansitz Lichtenthurn HERIS-ID: 39554 Objekt-ID: 39320 TKK: 83597                                                                          | Schneeburggasse 15 Standort KG: Hötting                 | Das im Kern mittelalterliche Gebäude, nach späteren Besitzern auch Schneeburgschlössl genannt, wurde mehrmals umgebaut und erweitert und 1588 von Erzherzog Ferdinand II. zum Edelsitz Lichtenthurn erhoben. Der Baukomplex besteht aus zwei gotischen Ansitzen, die im 18. Jahrhundert durch den barocken Südtrakt verbunden wurden und einen kleinen Hof einschließen. Der östliche Ansitz geht auf einen dreigeschoßigen, rechteckigen mittelalterlichen Turm zurück. Im Osttrakt befindet sich eine spätgotische, im Südtrakt eine barocke Kapelle mit Deckenfresken von Franz Altmutter. | BDA-Hist.: Q37990041 Status: Bescheid Stand der BDA-Liste: 2025-06-30 Name: Ansitz Lichtenthurn GstNr.: 576 Ansitz Lichtenthurn-Schneeburg                                                                                    |
| ja    | Datei hochladen | Kruzifix HERIS-ID: 87051 Objekt-ID: 101429 TKK: 116222                                                                                   | gegenüber Schneeburggasse 95 Standort KG: Hötting       | Das Kruzifix in einem Holzgehäuse mit Giebelverdachung stammt aus dem 19. Jahrhundert. | BDA-Hist.: Q37718333 Status: § 2a Stand der BDA-Liste: 2025-06-30 Name: Kruzifix GstNr.: 3653/1 |
| ja    | Datei hochladen | Leonhardskapelle HERIS-ID: 87053 Objekt-ID: 101431 TKK: 116221                                                                           | bei Schneeburggasse 130 Standort KG: Hötting            | Der Nischenbildstock wurde 1971 neu erbaut. Er enthält ein volkstümliches Gemälde, das Maria mit Kind und die hll. Leonhard und Johannes Nepomuk mit einer topographisch interessante Ansicht alter Höttinger Höfe darstellt. | BDA-Hist.: Q37718356 Status: § 2a Stand der BDA-Liste: 2025-06-30 Name: Leonhardskapelle GstNr.: 862/1 |
| ja    | Datei hochladen | Kriegerdenkmal vor der Neuen Pfarrkirche HERIS-ID: 96781 Objekt-ID: 112369 TKK: 35142                                                    | Schulgasse Standort KG: Hötting                         | Das Denkmal mit der Figur eines stehenden Soldaten wurde 1923 von Clemens Holzmeister entworfen und 1979 von Helmut Millonig erweitert. | BDA-Hist.: Q37768792 Status: § 2a Stand der BDA-Liste: 2025-06-30 Name: Kriegerdenkmal vor der Neuen Pfarrkirche GstNr.: 3603/2 Kriegerdenkmal Hötting                                                                        |
| ja    | Datei hochladen | Widum der Neuen Höttinger Pfarrkirche HERIS-ID: 96783 Objekt-ID: 112371 TKK: 116228                                                      | Schulgasse 2 Standort KG: Hötting                       | Der neue Widum wurde 1911–1914 nach spätbarockem Vorbild erbaut. Das zweigeschoßige Gebäude mit Walmdach weist an der Südwestecke einen dreiseitigen, steinverkleideten, polygonalen Eckerker und in der Mitte der Südfassade ein Mansardengeschoß auf. An der Rückseite befindet sich ein Stiegenhausrisalit mit Rundbogenportal zur Gartentreppe. | BDA-Hist.: Q37768802 Status: § 2a Stand der BDA-Liste: 2025-06-30 Name: Widum der Neuen Höttinger Pfarrkirche GstNr.: 312/1                                                                                                   |
| ja    | Datei hochladen | Neue kath. Pfarrkirche hll. Ingenuin und Albuin und Friedhof mit Kapelle HERIS-ID: 110574 Objekt-ID: 128281 TKK: 16407                   | neben Schulgasse 2 Standort KG: Hötting                 | Die neue Höttinger Pfarrkirche wurde 1909–1911 nach Plänen von Leopold Heiss errichtet und 1924 geweiht. Der historistische Bau über kreuzförmigem Grundriss mit einem dreischiffigen, dreijochigen Langhaus, Querhaus, Chorjoch und halbrunder Apsis weist neuromanische und neugotische Elemente auf. An der Ostseite des Chores erhebt sich der Turm auf quadratischem Grundriss. Der Hochaltar und die Seitenaltäre wurden 1989–1991 von Rudolf Millonig geschaffen. | BDA-Hist.: Q37819446 Status: § 2a Stand der BDA-Liste: 2025-06-30 Name: Neue kath. Pfarrkirche hll. Ingenuin und Albuin und Friedhof mit Kapelle GstNr.: .667, 314/5, 314/2 Pfarrkirche Hötting                               |
| ja    | Datei hochladen | Volksschule Hötting HERIS-ID: 55442 Objekt-ID: 64100 TKK: 116229                                                                         | Schulgasse 4 Standort KG: Hötting                       | Die Schule wurde 1914/15 im Heimatstil errichtet. Das Gebäude besteht aus mehreren ineinander verschobenen, mehrgeschoßigen Baukörpern. An der Hauptfront ist rechts der Turnsaal angebaut, die Stirnseite ist mit einem wellenförmig geschwungenen Giebel gestaltet. | BDA-Hist.: Q38065632 Status: § 2a Stand der BDA-Liste: 2025-06-30 Name: Volksschule Hötting GstNr.: 314/1 Volksschule Hötting                                                                                                 |
| ja    | Datei hochladen | Bildstock mit Kreuz HERIS-ID: 87111 Objekt-ID: 101489 TKK: 116223                                                                        | bei Schulgasse 8 Standort KG: Hötting                   | Die offene Giebelkapelle mit Gitter und lebensgroßem Kruzifix in spätbarocker Form stammt aus dem 19. Jahrhundert. | BDA-Hist.: Q37718596 Status: § 2a Stand der BDA-Liste: 2025-06-30 Name: Bildstock mit Kreuz GstNr.: .129 |
| ja    | Datei hochladen | Alte Höttinger Pfarrkirche hll. Ingenuin und Albuin und Friedhof HERIS-ID: 87107 Objekt-ID: 101485 TKK: 116225, 128023                   | bei Schulgasse 10 Standort KG: Hötting                  | Die alte Höttinger Kirche wurde 1438 erstmals urkundlich erwähnt. Der heutige einschiffige Bau wurde in mehreren Phasen errichtet. Der älteste Teil ist der dreiseitig schließende Chor im Osten. Das ursprünglich vierachsige Langhaus wurde in der Barockzeit um zwei Achsen verlängert. Der Saalbau mit Flachtonne und Stichkappen sowie Pilastergliederung ist mit Deckenfresken von Johann Michael Strickner geschmückt. Die Kirche wurde nach Errichtung der neuen Pfarrkirche profaniert, aber 1957 wieder geweiht. | BDA-Hist.: Q37718545 Status: § 2a Stand der BDA-Liste: 2025-06-30 Name: Alte Höttinger Pfarrkirche hll. Ingenuin und Albuin und Friedhof GstNr.: 322 Alte Höttinger Pfarrkirche                                               |
| ja    | Datei hochladen | Ehem. Widum der alten Höttinger Pfarrkirche HERIS-ID: 39567 Objekt-ID: 39339 TKK: 116226                                                 | Schulgasse 10 Standort KG: Hötting                      | Das im Kern vermutlich aus dem 15. Jahrhundert stammende frühere Mesnerhaus südlich der alten Pfarrkirche wurde 1706 zum Pfarrhaus umgebaut. Das auf der Talseite dreigeschoßige, auf der Bergseite zweigeschoßige Gebäude über rechteckigem Grundriss ist mit einem Walmdach gedeckt. | BDA-Hist.: Q37990066 Status: Bescheid Stand der BDA-Liste: 2025-06-30 Name: Ehem. Widum der alten Höttinger Pfarrkirche GstNr.: .125 Alter Widum Hötting                                                                      |
| ja    | Datei hochladen | Ansitz HERIS-ID: 55443 Objekt-ID: 64101 TKK: 116227                                                                                      | Schulgasse 12 Standort KG: Hötting                      | 1417 wurde ein Turm urkundlich belegt, der seit 1496 als Gießerei diente. Der Turm stürzte beim Erdbeben von 1689 ein, das heutige Gebäude wurde im 17., 18. und 19. Jahrhundert unter Verwendung von Grundmauern des Turmes erbaut. | BDA-Hist.: Q38065642 Status: § 2a Stand der BDA-Liste: 2025-06-30 Name: Ansitz GstNr.: .121 |
| ja    | Datei hochladen | Nordkettenbahn – Betriebsgebäude und Hotel Seegrube HERIS-ID: 39568 Objekt-ID: 39340 TKK: 116231                                         | Seegrube 1 Standort KG: Hötting                         | Die Mittelstation der Nordkettenbahn auf der Seegrube wurde wie die Talstation und die Station Hafelekar von Franz Baumann entworfen und 1927/28 errichtet. Das Betriebsgebäude ist mit dem angrenzenden Hotel verbunden. Während an der Nordseite das Dach bis zum Boden heruntergezogen ist, öffnet sich die Südseite mit breiten Terrassen und vorgebauten Fensterreihen dem Inntal zu. Der Warteraum ist mit einer tief gezogenen, holzverschalten Decke und hölzernen Rundsäulen mit umlaufender Sitzbank versehen, der Speisesaal des Restaurants mit bretterverschalter Decke und wuchtigem Unterzug. Das erhaltene hölzerne Mobiliar wurde ebenfalls von Baumann entworfen. | BDA-Hist.: Q64026786 Status: Bescheid Stand der BDA-Liste: 2025-06-30 Name: Nordkettenbahn – Betriebsgebäude und Hotel Seegrube GstNr.: .839 Nordkettenbahn Station Seegrube                                                  |
| ja    | Datei hochladen | Villa Walter HERIS-ID: 94580 Objekt-ID: 109739 TKK: 121859seit 2014                                                                      | Sonnenstraße 1 Standort KG: Hötting                     | Das Wohnhaus wurde 1924–1926 als erstes Projekt des Architekten Siegfried Mazagg errichtet. Das zweigeschoßige Gebäude im Stil der Neuen Sachlichkeit besteht aus einem zentralen Baukörper mit weit heruntergezogenem Satteldach und zwei diagonal versetzten, seitlichen, ebenfalls sattelgedeckten Bauteilen. Innen hat sich weitgehend die originale Ausstattung erhalten. | BDA-Hist.: Q37764648 Status: Bescheid Stand der BDA-Liste: 2025-06-30 Name: Villa Walter GstNr.: 1421/2 Villa Walter (Innsbruck)                                                                                              |
| ja    | Datei hochladen | Hofwaldgrenzsteine HERIS-ID: 87324 Objekt-ID: 101721 TKK: 116240                                                                         | Stangensteig Standort KG: Hötting                       | Bei der Aufteilung des Hofwaldes wurden 1751 an der Grenze zwischen dem Höttinger und dem Innsbrucker Waldteil im gesamten Verlauf des Stangensteiges Grenzsteine gesetzt. Der abgebildete Stein ist ein niederer Pyramidenstumpf mit abgefasten Kanten, der an der Ostseite das Stadtwappen und die Jahreszahl 1751, an der Westseite dieselbe Jahreszahl und an der Südseite die Jahreszahl 1756 zeigt. | BDA-Hist.: Q37719504 Status: § 2a Stand der BDA-Liste: 2025-06-30 Name: Hofwaldgrenzsteine GstNr.: 2991/1 |
| ja    | Datei hochladen | Oppolzersche Sternwarte HERIS-ID: 73511 Objekt-ID: 86802 TKK: 35163                                                                      | Sternwartestraße 13 Standort KG: Hötting                | Die Sternwarte wurde 1904 vom Astronomieprofessor Egon von Oppolzer aus eigenen Mitteln errichtet und nach seinem frühen Tod der Universität angegliedert. Die zweistöckige Sternwarte besteht aus einem Meridianraum und einer im Osten angebauten Kuppel. Die historischen Instrumente aus der Erbauungszeit, darunter ein Zenitteleskop und ein 40-cm-Spiegelteleskop, sind zum Großteil erhalten. | BDA-Hist.: Q874698 Status: Bescheid Stand der BDA-Liste: 2025-06-30 Name: Oppolzersche Sternwarte GstNr.: 1380/2 Old observatory, Innsbruck                                                                                   |
| ja    | Datei hochladen | Botanisches Institut (Altbau) HERIS-ID: 55445 Objekt-ID: 64105 TKK: 35162                                                                | Sternwartestraße 15 Standort KG: Hötting                | Das Hauptgebäude des Botanischen Instituts wurde 1911–1913 am Nordrand des Botanischen Gartens nach Entwurf von Emil Heinricher von Adalbert Fritz im neubarocken Stil errichtet. | BDA-Hist.: Q38065661 Status: Bescheid Stand der BDA-Liste: 2025-06-30 Name: Botanisches Institut (Altbau) GstNr.: 1380/2 Botanisches Institut, Innsbruck                                                                      |
| ja    | Datei hochladen | Kommunaler Wohnbau HERIS-ID: 87873 Objekt-ID: 102327 TKK: 116268                                                                         | Unterbergerstraße 3, 5 Standort KG: Hötting             | Die kommunalen Wohnhäuser wurden 1931/32 zeit- und baugleich mit den Häusern Santifallerstraße 6–8 errichtet. Die beiden vierachsigen, symmetrisch gegliederten Gebäude weisen an den Außenachsen auf Konsolen ruhende Breiterker auf. Die Sockel- und Portalzone ist mit Kunststein verkleidet. An den Eingängen haben sich die originale Rechtecktüre mit vergitterter Oberlichte erhalten. | BDA-Hist.: Q37722694 Status: § 2a Stand der BDA-Liste: 2025-06-30 Name: Kommunaler Wohnbau GstNr.: 1915/1 |
| ja    | Datei hochladen | Schloss Büchsenhausen HERIS-ID: 39569 Objekt-ID: 39341 TKK: 28760                                                                        | Weiherburggasse 5 Standort KG: Hötting                  | Der Ansitz wurde 1563 vom Erzgießer Gregor Löffler neben seiner Gusshütte errichtet und seither mehrmals erweitert und umgebaut. Um 1690 wurde Büchsenhausen nach Plänen von Johann Martin Gumpp dem Älteren barockisiert und erhielt einen Uhrturm und eine Kapelle. Die zwei Haupttrakte sind durch einen schmalen Verbindungsbau verbunden, vor dem ein kleiner Hof frei bleibt, der durch eine Zinnenmauer begrenzt wird. | BDA-Hist.: Q21072994 Status: Bescheid Stand der BDA-Liste: 2025-06-30 Name: Schloss Büchsenhausen GstNr.: 3622/1, 109 Schloss Büchsenhausen                                                                                   |
| ja    | Datei hochladen | Vogelvolieren im Park der Villa Blanka HERIS-ID: 69079 Objekt-ID: 82125 TKK: 31333                                                       | Weiherburggasse 8 Standort KG: Hötting                  | Die Vogelvolieren im Park der Villa Blanka wurden 1937 nach Plänen von Siegfried Thurner auf einer nach Süden zeigenden Geländekante errichtet. Der langgestreckte Bau besteht aus drei Außenvolieren (Freivolieren) und zwei Innenvolieren, die in den Hang hineingebaut wurden. Ursprünglich sollten sie Vogelarten aus dem Alpenraum beherbergen, heute werden hier Papageien gehalten. | BDA-Hist.: Q38121414 Status: Bescheid Stand der BDA-Liste: 2025-06-30 Name: Vogelvolieren im Park der Villa Blanka GstNr.: 60, 62                                                                                             |
| ja    | Datei hochladen | Ansitz Weiherburg HERIS-ID: 55448 Objekt-ID: 64108 TKK: 116272                                                                           | Weiherburggasse 37 Standort KG: Hötting                 | Die Weiherburg wurde um 1460 von Christian Tänzl errichtet und gelangte später in den Besitz der Tiroler Landesfürsten. Der spätgotische Ansitz mit übereck gestellten Erkern, gewölbtem Flur, hohem Walmdach und Quaderbemalung wurde mehrmals umgebaut und erweitert. Erzherzog Ferdinand II. legte um das Schloss einen Tiergarten an. 1911 erwarb die Stadt Innsbruck die Weiherburg und ließ sie 1976–1978 für repräsentative Zwecke adaptieren. | BDA-Hist.: Q1407602 Status: § 2a Stand der BDA-Liste: 2025-06-30 Name: Ansitz Weiherburg GstNr.: .86/1 Schloss Weiherburg |
| ja    | Datei hochladen | Gedenkstein Engländergrab HERIS-ID: 96680 Objekt-ID: 112242 TKK: 116273                                                                  | bei Weiherburggasse 37 Standort KG: Hötting             | Die Richardsruhe oberhalb der Weiherburg, im Volksmund „Engländergrab“ genannt, ist die Grabstätte von Richard Tooth, der 22-jährig schwerkrank am 20. Februar 1840 auf der Weiherburg starb, die Freunde als Winterquartier gemietet hatten. Da Tooth kein Katholik war und deshalb nicht auf einem Friedhof beerdigt wurde, blieb das Grab im Gegensatz zu vielen anderen aus jener Zeit erhalten. Die Marmorstele mit Akanthusornament, Kreuz und Inschrift ist von einem eisernen Gitter umgeben. | BDA-Hist.: Q37768523 Status: § 2a Stand der BDA-Liste: 2025-06-30 Name: Gedenkstein Engländergrab GstNr.: 17/1 |
| BW    | Datei hochladen | Hofwaldgrenzsteine am Buechegg HERIS-ID: 110483 Objekt-ID: 128188 TKK: 116294                                                            | Standort KG: Hötting                                    | Bei der Aufteilung des Hofwaldes wurden 1751 an der Grenze zwischen dem Höttinger und dem Innsbrucker Waldteil im gesamten Verlauf des Stangensteiges Grenzsteine gesetzt. | BDA-Hist.: Q37819051 Status: § 2a Stand der BDA-Liste: 2025-06-30 Name: Hofwaldgrenzsteine am Buechegg GstNr.: 2991/1 |
| ja    | Datei hochladen | Mittenwaldbahn – Brücke Mitterweg HERIS-ID: 11756 Objekt-ID: 7870 TKK: 116290                                                            | bei Mitterweg 23 Standort KG: Hötting                   | Teil der Mittenwaldbahn | BDA-Hist.: Q38111764 Status: Bescheid Stand der BDA-Liste: 2025-06-30 Name: Mittenwaldbahn – Brücke Mitterweg GstNr.: 3767 |
| ja    | Datei hochladen | Mittenwaldbahn – Karwendelbrücke (nördl. Teil) HERIS-ID: 59992 Objekt-ID: 71736 TKK: 67701                                               | Mitterweg 21, bei Standort KG: Hötting                  | Die Karwendelbrücke über den Inn ist ein Teil der Mittenwaldbahn und wurde 1911 errichtet. Sie überspannt den Fluss mit einem Pfeiler und zwei Feldern mit 48,5 m Stützweite. Das genietete Stahltragwerk ist ein Rautenfachwerk mit Pfosten. Oben verläuft die offene Fahrbahn, in der unteren Ebene ein Fußgängersteg. Die Brücke verbindet die Katastralgemeinden Hötting und Wilten. | BDA-Hist.: Q38089523 Status: Bescheid Stand der BDA-Liste: 2025-06-30 Name: Mittenwaldbahn – Karwendelbrücke (nördl. Teil) GstNr.: 3767 Mittenwaldbahn - Karwendelbrücke                                                      |
| ja    | Datei hochladen | Mittenwaldbahn – Brücke Fürstenweg HERIS-ID: 81842 Objekt-ID: 95636 TKK: 116287                                                          | Fürstenweg 81, bei Standort KG: Hötting                 | Teil der Mittenwaldbahn | BDA-Hist.: Q38176756 Status: Bescheid Stand der BDA-Liste: 2025-06-30 Name: Mittenwaldbahn – Brücke Fürstenweg GstNr.: 3767, 3770                                                                                             |
| ja    | Datei hochladen | Mittenwaldbahn – Brücke Höttinger Au HERIS-ID: 81843 Objekt-ID: 95637 TKK: 116288                                                        | Höttinger Au 84, bei Standort KG: Hötting               | Am Hangfuß der Nordkette überquert die Mittenwaldbahn die Straße Höttinger Au (Tiroler Straße) in einem Bogen mit einem Radius von 200 m. Bis 1986 befand sich hier eine kleine Stahltragwerkbrücke mit offener Fahrbahn. Da sie ein Nadelöhr für den Straßenverkehr darstellte, wurde sie durch einen Neubau ersetzt. Diese Spannbetonbrücke besteht aus vier Feldern mit Stützweiten von 15, 20, 20 und 15 m. | BDA-Hist.: Q38176762 Status: Bescheid Stand der BDA-Liste: 2025-06-30 Name: Mittenwaldbahn – Brücke Höttinger Au GstNr.: 3770, 3771 Mittenwaldbahn - Brücke Höttinger Au                                                      |
| ja    | Datei hochladen | Mittenwaldbahn – Brücke Klammbach HERIS-ID: 81848 Objekt-ID: 95642 TKK: 116289                                                           | Klammstraße 123, bei Standort KG: Hötting               | Teil der Mittenwaldbahn | BDA-Hist.: Q38176820 Status: Bescheid Stand der BDA-Liste: 2025-06-30 Name: Mittenwaldbahn – Brücke Klammbach GstNr.: 3774 |
| ja    | Datei hochladen | Mittenwaldbahn – Aufnahmsgebäude Martinswand HERIS-ID: 81849 Objekt-ID: 95643 TKK: 116280                                                | Standort KG: Hötting                                    | Der Bahnhof der Mittenwaldbahn ist wie alle original erhaltenen Gebäude am Heimatstil orientiert. Er weist ein Satteldach und einen umlaufenden Balkon auf. | BDA-Hist.: Q38176829 Status: Bescheid Stand der BDA-Liste: 2025-06-30 Name: Mittenwaldbahn – Aufnahmsgebäude Martinswand GstNr.: .710                                                                                         |
| BW    | Datei hochladen | Eisenbahnbrücke, Mittenwaldbahn – 2 Brücken nach Aufnahmsgebäude Martinswand HERIS-ID: 81850 Objekt-ID: 95644 TKK: 116284                | Standort siehe Beschreibung KG: Hötting                 | Teil der Mittenwaldbahn. Brücken bergwärts in Richtung Mittenwald sind eine kleine unscheinbare Brücke (Lage) und eine zweite Brücke unter dem kleinen Lawinendach (Lage) an der Gemeindegrenze Innsbruck-Hötting und Zirl. | BDA-Hist.: Q38176837 Status: Bescheid Stand der BDA-Liste: 2025-06-30 Name: Eisenbahnbrücke, Mittenwaldbahn – 2 Brücken nach Aufnahmsgebäude Martinswand GstNr.: 3775                                                         |
| ja    | Datei hochladen | Mittenwaldbahn – 7 Brücken zw. Allerheiligenhöfe und Kranebitten HERIS-ID: 81845 Objekt-ID: 95639 TKK: 116285                            | Standort siehe Beschreibung KG: Hötting                 | Teil der Mittenwaldbahn Anmerkung: Vermutliche Positionen der Brücken bergwärts in Richtung Mittenwald: 1., 2., 3., 4., 5., 6. und 7. Brücke | BDA-Hist.: Q38176781 Status: Bescheid Stand der BDA-Liste: 2025-06-30 Name: Mittenwaldbahn – 7 Brücken zw. Allerheiligenhöfe und Kranebitten GstNr.: 3771 Mittenwaldbahn - Brücken zwischen Allerheiligenhöfe und Kranebitten |